# M39 Enhanced Marksman Rifle
O M39 Enhanced Marksman Rifle (EMR; oficialmente Rifle, Caliber 7.62 mm, M39 Enhanced Marksman Rifle; NSN 1005-01-553-5196) é um fuzil de atirador designado semiautomático e operado a gás, com câmara para o cartucho 7,62×51mm NATO. É uma versão modificada e mais precisa do fuzil M14, usado pelas Forças Armadas dos Estados Unidos, de forma similar ao Mk 14 Enhanced Battle Rifle. É baseado no United States Marine Corps Designated Marksman Rifle (DMR), o qual ele substituiu. É fabricado pela Sage International e mantido pela Seção de Armas de Precisão, do Corpo de Fuzileiros Navais dos Estados Unidos.
Atualmente, o fuzil é emitido com munição de classe match, longo alcance e 175 grãos M118LR. O EMR "básico" (sem mira telescópica, carregador, bandoleira, itens básicos de emissão, equipamento de limpeza, silenciador e bipé) pesa 5,9 kg ou menos.

## História
Em novembro de 1992, o Comando de Sistemas do Corpo de Fuzileiros Navais (MCSC) redigiu uma declaração de necessidades de missão para uma Sniper Support Team Weapon (SSTW) melhorada. A declaração demandava uma arma para dar suporte ao fuzil de precisão M40A1 em uma equipe de scout snipers para combate de curto alcance e manter fogo semiautomático supressivo e rápido. Naquela época, o papel era ocupado pelo M16A2, que não admitia miras e dispositivos de visão noturna e usava munição 5,56×45mm NATO M855, que era muito imprecisa para o papel. Um anterior esforço de fuzil de atirador designado tentou usar o M14 para o papel, mas não era tão preciso quanto os fuzis de ação de ferrolho e não se encaixava no sistema de logística da Fleet Marine Force. A SSTW melhorada tinha que atingir alvos até 600 metros, usar munição intercambiável com o M40A1, ser capaz de admitir um silenciador e miras e ser comportável. Embora o M14 não fosse inicialmente adequado, fabricadores de equipamentos de fuzil continuaram a refiná-lo e produziram versões como "medidas provisórias". Os fuzis acabaram se tornando um programa para si mesmos e culminaram no M39 Enhanced Marksman Rifle.

## Especificações
Existem várias diferenças entre o DMR e o EMR.
- Coronha: a coronha de metal tem comprimento e altura ajustáveis para fornecer um contato com a bochecha mais preciso. O punho de pistola é modificado para melhor empunhadura.

- Miras: o trilho Picatinny permite o uso de qualquer mira compatível com o trilho; isso inclui uma grande variedade de lunetas militares e dispositivos de visualização. A luneta M8541 Scout Sniper Day Scope (SSDS), originalmente projetada para o M40A3, é emitida com o fuzil como um conjunto.[carece de fontes?]

- Bipé: um bipé Harris S-L é usado no USMC DMR, mas uma versão modificada projetada para ser mais durável é usada no EMR.

## Aplicações
O EMR é usado principalmente por atiradores designados para fornecer fogo de precisão a unidades que não possuem scout snipers. Como um substituto do DMR, o EMR atende à necessidade de um sistema de arma leve e preciso, utilizando um cartucho mais poderoso que o 5,56×45mm NATO, usado pelo M16A4, — o 7,62×51mm NATO. O EMR também é usado por scout snipers do Corpo de Fuzileiros Navais dos EUA quando a missão exige fogo rápido e preciso e por equipes de explosive ordnance disposal, também do Corpo de Fuzileiros Navais.
No início de 2012, o Corpo de Fuzileiros Navais dos EUA começou a substituir o M39 pelo M110 Semi-Automatic Sniper System, desenvolvido originalmente para o Exército dos EUA, um por um, com a designação de Mk 11 Mod 2. O M110 atende melhor aos requisitos da SSTW, sendo capaz de admitir silenciadores e sistemas de visão noturna e tendo semelhança com o treinamento e fornecimento do M16.